# Manuel Vidal Rodríguez

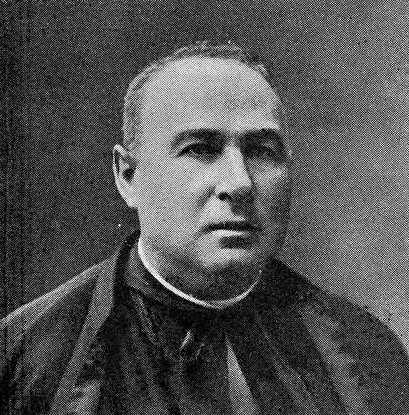
Manuel Vidal Rodríguez, retrato en Vida Gallega, 1932.

Manuel Carlos Vidal Rodríguez, (Maceda, 1871-Santiago de Compostela, 3 de mayo de 1941) fue un sacerdote, docente, escritor e investigador español.

## Biografía
Pertenecía a una familia acomodada con hacienda que regentaba una botica en la calle principal de Maceda. Hizo carrera eclesiástica, se doctoró en Filosofía y Letras con la memoria Estudio del Régimen Gramatical en Latín por medio de cuadros sinópticos.
En el Madrid de comienzos del siglo XX se introdujo en la órbita de los sacerdotes gallegos destacados en los medios eclesiásticos de la Corte, con Basilio Álvarez y Javier Vales Faílde. Los tres dirigieron la revista Galicia, impresa entre 1906 y 1909. Las reivindicaciones antiforalistas, el Valle-Inclán de las Sonatas, colaboradores nuevos (Castelao) y la corriente agraria en torno a lo que después sería Acción Gallega, harían que Vidal se moviera en primera línea en aquel círculo elitista.
Se trasladó a Santiago, donde obtuvo la cátedra de Literatura. En el curso 1914-15 ejercía ya como profesor de Lengua Castellana en el Instituto de 2ª Enseñanza. Vidal tuvo trato con Emilia Pardo Bazán y residió cinco veranos —de 1914 a 1918— en el Pazo de Meirás, como capellán protegido de la condesa.
Al instaurarse la República, se le ratificó el cargo de vicedirector por un quinquenio más. En 1932 firmó un manifiesto a favor del Estatuto de Autonomía de Galicia, junto con otros intelectuales como Salustiano Portela Pazos. Mantuvo también amistad con el arzobispo Lago González.
Falleció en su domicilio santiagués el 3 de mayo de 1941.

### Colaboraciones periodísticas
Colaboró en numerosas publicaciones periódicas: Airiños de Mi Terra, de La Habana, Galicia; el semanario escolar compostelano Maruxa; Ultreya y El Ideal Gallego con una sección fija titulada «Narraciones compostelanas».

## Obras

### Prosa
- Don Porrazo, 1909, dedicada a Armando Cotarelo Valledor.
- Contos galegos d'antano e d'hogano, 1920, con portada de Castelao (veinte relatos de la tradición oral y cuatro "noveliñas").
- Deixe que xa... cuentos y novelas cortas de asunto gallego, 1931.
- Elena de Síbaris, 1912.
- Torres de Meirás. Vida de trabajo de la Condesa de Pardo Bazán y el Caudillo, 1939.

### Teatro
- La Reina Lupa
- El abuelo de Rosendo, estrenada en el Salón Teatro en diciembre de 1922.
- ¿De quen é a vaca?
- Un xues de devorcios
- O sí de Gabriela
- Puebla de hombres
- ¿Quen manda na casa?

### Ensayo
- Institutos y congregaciones. Beneficios que reportan a la sociedad, 1901, premio “Obispo Carrascosa” en los Juegos Florales de Orense.
- Conferencia sobre la pasión del juego, 1907.
- La Salve explicada, 1907.
- La Tumba del Apóstol Santiago, 1924, ilustrada con cien fotograbados.
- El Pórtico de la Gloria de la Catedral de Santiago, 1926, con portada e ilustraciones de Camilo Díaz Baliño.

### Pedagogía
Tiene una enorme producción vinculada al mundo de la docencia: además de la memoria de doctorado, Historia de la Literatura española, Lecciones de Preceptiva general literaria, Lecciones de Preceptiva especial de los géneros literarios, Nociones de Estética, Proyecto de organización de él bachillerato, Al margen de la reforma del bachillerato: observaciones, Lengua y Literatura española. Plan cíclico, Antología de apólogos castellanos de cien escritores y poetas moralistas, Cancionero de Navidad. Villancicos y diálogos pastoriles de poetas castellanos de los siglos XV, XVI y XVII, Ortografía de la Lengua castellana, Lecciones de Gramática elemental de la Lengua castellana.